# Colca

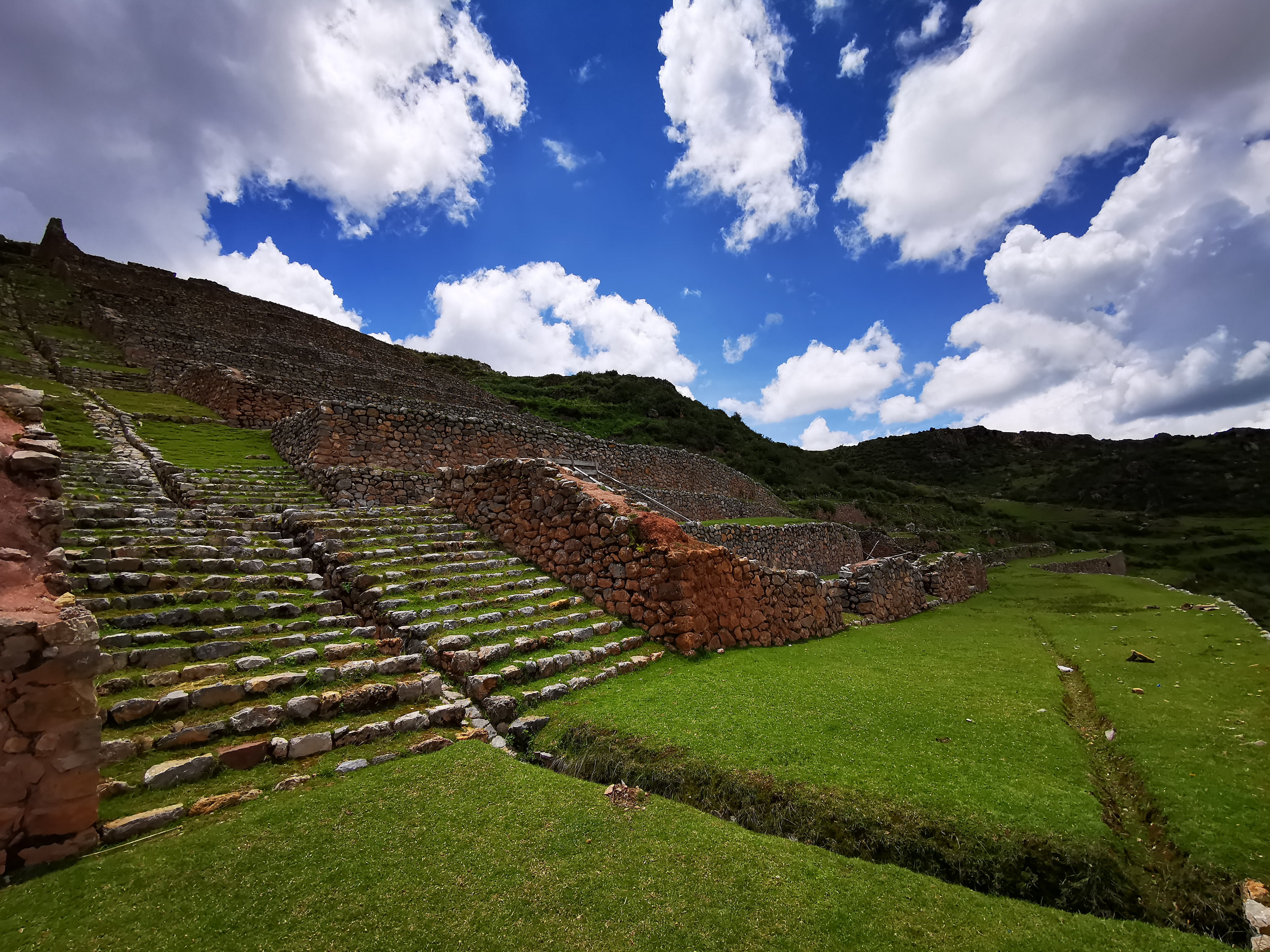
Colcas en Machu Colca

Una colca (en ortografía quechua contemporánea: qullqa 'depósito, almacén'), fue un edificio de almacenamiento encontrado a lo largo de la red vial del Tahuantinsuyo y cerca de las ciudades y centros políticos del Imperio Inca. En estos edificios, los incas almacenaban alimentos y otros productos básicos que podían ser distribuidos a sus ejércitos, oficiales, obreros reclutados y, en tiempos de necesidad, a la población. La incertidumbre de la agricultura en las altitudes altas que componían la mayor parte del Imperio Inca fue uno de los factores que probablemente estimularon la construcción de un gran número de colcas.

## Historia

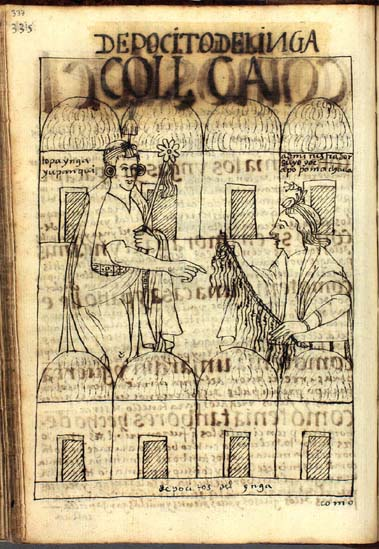
Depósito del Inca Colca (dibujo de Guamán Poma en el Nueva Corónica)

Las civilizaciones andinas precolombinas, de las cuales el Imperio Inca fue el último, se enfrentaron a graves desafíos para alimentar a los millones de personas que eran sus súbditos. El corazón del imperio y gran parte de su tierra cultivable estaba en elevaciones entre 3000 metros (9800 pies) y de 4000 metros (13 000 pies) y sujetos a heladas, granizo y sequías. Los cultivos tropicales no podían ser cultivados en las cortas temporadas de cultivo y un cultivo básico, el maíz, no podía ser cultivado por lo general por encima de 3200 metros (10 500 pies) de altitud. Las personas en elevaciones más altas cultivaban papas, quinua y algunos otros cultivos de raíz y pseudocereales. El pastoreo de llamas y alpacas para la carne, la lana y como bestias de carga era importante.
Las instalaciones de almacenamiento también eran necesarias porque los incas no tenían ríos navegables, vehículos con ruedas o grandes animales de tiro, aunque las llamas eran capaces de mover grandes cantidades de productos voluminosos. Los incas tampoco tenían un sistema monetario, financiero o comercial bien desarrollado para facilitar el comercio. Por lo tanto, los alimentos y otros artículos se almacenaban cerca de donde eran producidos y distribuidos por el Estado cuando era necesario.
La respuesta de los incas a los desafíos de su entorno y tecnología fue un sistema enorme y bien organizado de colcas para recoger y almacenar alimentos y otros artículos durante los buenos años de cosecha para su distribución cuando sea necesario. Se construyeron un gran número de colcas cerca de todos los principales centros gubernamentales, granjas estatales, templos y fincas reales. Los colcas fueron construidos en cada «tambo», que eran posadas situadas a un día de marcha separada por 22 kilómetros (14 millas) entre sí, a lo largo de muchos de los 40 000 kilómetros (25 000 millas) de carreteras reales.
Los colcas se utilizaban principalmente para suministrar a los oficiales y ejércitos incas en movimiento, ya que dependían de los colcas para la alimentación en lugar de la alimentación — a la privación de la población agrícola — que era el medio común por el cual los ejércitos de todo el mundo suministraban sus necesidades hasta la era moderna. Otro uso para los objetos almacenados, especialmente alimentos, eran para las fiestas ceremoniales que eran una parte importante de la relación entre los gobernantes y sus súbditos. Los alimentos también se distribuyeron a la población en general en casos de fallas en los cultivos o escasez de alimentos.

## Productos

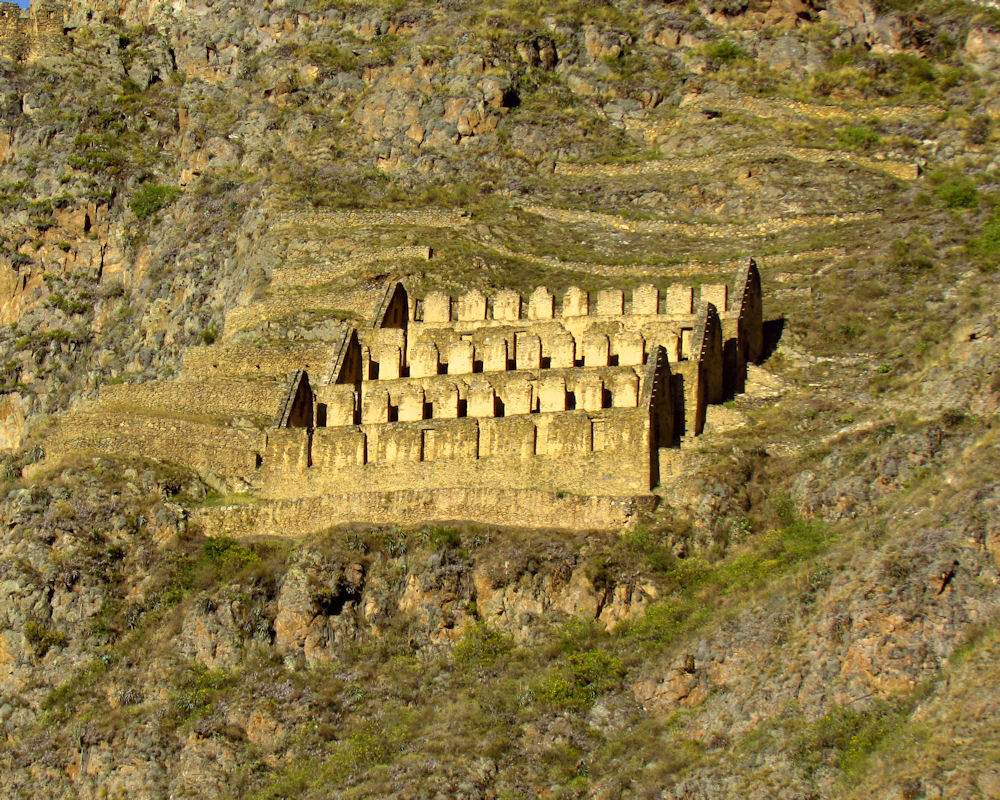
Un complejo de 27 Colcas por encima de Ollantaytambo, Perú

Los productos almacenados en colcas variaban en cada región del Imperio Inca dependiendo de la producción en el área local. En Huánuco Pampa, en el centro norte de Perú, una importante zona administrativa y de almacenamiento inca, entre el 50% y el 80% de los colcas se utilizaron para almacenar papas secas y otros cultivos de raíces. Solo entre el 5% y el 7% de los colcas se destinaron al almacenamiento de maíz, probablemente porque las altas altitudes y el clima frío limitaban la producción local de maíz. Los cultivos de raíces estaban en capas con paja y enfardados para su almacenamiento. El maíz fue descastado y almacenado en frascos grandes.
Los productos agrícolas adicionales almacenados en colcas consistían en quinua, frijoles, otras verduras, carne seca y semillas. Entre los productos no agrícolas almacenados figuraban textiles y prendas de vestir, lana, algodón y plumas (utilizados en las ropas), herramientas y armas, buques de oro y plata y otros artículos de lujo. Los inventarios de los elementos almacenados se mantenían en quipus, las cuerdas anudadas que los incas utilizaban en lugar de un lenguaje escrito.
El alcance de la pasión del Inca por el almacenamiento es descrito tempranamente por un español que dijo de los colcas cerca de la capital inca de Cuzco, «(hay) almacenes llenos de mantas, lana, armas, metales, ropa y de todo lo que se cultiva y se hace en este reino (…) y hay una casa en la que se guardan más de 100 000 aves secas, ya que de sus plumas se hacen artículos de ropa (…) Hay escudos, vigas para apoyar tiendas de campaña, cuchillos y otras herramientas; sandalias y armaduras para la gente de la guerra en tal cantidad que no es posible comprender».
La economía del Imperio Inca fue en gran medida redistributiva. «El estado inca parece haberse financiado principalmente a través del mando gerencial directo de la tierra, la mano de obra y los sistemas de almacenamiento, en lugar de un sistema de intercambio de mercado». Bajo la mita, los ciudadanos estaban obligados a contribuir con la mano de obra al Imperio y la producción resultante de alimentos, textiles y otros bienes que eran almacenados por el Estado para ser distribuidos según sea necesario.
Los productos agrícolas, como el maíz y la quinua, podrían haber tenido una vida útil de uno o dos años y los productos tratados, como las patatas liofilizadas y la carne seca, podrían haber tenido una vida útil de almacenamiento de 2 a 4 años. Sin embargo, los primeros cronistas españoles dijeron que algunos productos se almacenaron hasta por 10 años.

## Tamaño, número y ubicación

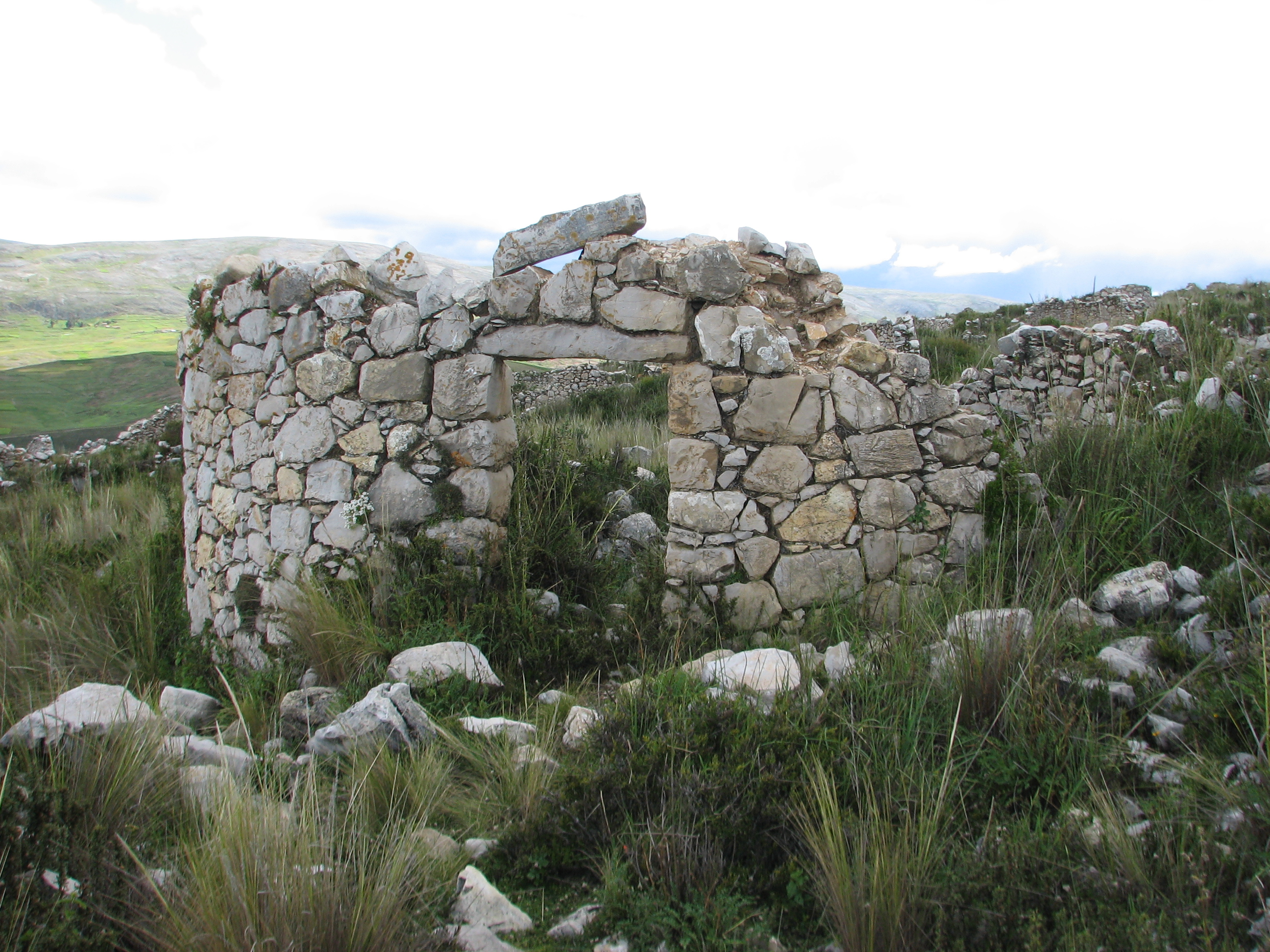
Los restos de un qullqa en el Valle del Río Mantaro.

Los colcas fueron generalmente construidos en grupos conectados de laderas secas para aprovechar el drenaje y los vientos. Su tamaño y diseño variaban en cada región, pero los colcas redondos se utilizaban típicamente para almacenar maíz, mientras los colcas rectangulares se utilizaban para almacenar papas liofilizadas y otros cultivos de raíces. Los colcas tenían un sistema de ventilación que consistía en un canal debajo del suelo para permitir la entrada de aire y una abertura bajo el techo para permitir que el aire escapara.
El diámetro interior de un colca pequeño promedio era de 3.23 metros (10.6 pies); los colcas más grandes tenían un diámetro entre 3.5 y 4,0 metros (de 11.5 a 13.1 pies). Estos colcas más pequeños podrían haber tenido 3.7 metros cúbicos (100 bushels estadounidenses) de maíz, y el colca más grande podría haber tenido unos 5.5 metros cúbicos (160 bushels estadounidenses) de maíz.
La mayoría de los restos de colcas cerca de Cuzco han desaparecido debido a la expansión urbana y el desarrollo a lo largo de los siglos. El mayor número restante de colcas se encuentra en el Valle del Río Mantaro entre las actuales ciudades de Huancayo y Jauja, Perú. Este amplio valle, de unos 60 kilómetros (37 millas) de largo, contiene unas 65 000 hectáreas (160 000 acres) de tierras cultivables que van en altitud desde 3200 metros (10 500 pies) hasta 4250 metros (13 940 pies), la elevación más alta en la que el cultivo era posible en esta área.
El Valle de Mantaro fue una de las zonas más grandes y fértiles de gran altitud del Imperio Inca. 2573 colcas han sido encontrados en el valle por arqueólogos. La mitad de ellos fueron colocados en el centro de esta zona productora de granos, otra mitad esparcida entre 48 compuestos a lo largo del curso del río. En total, los colcas del Valle de Mantaro tenían un área de almacenamiento de 170 000 metros cuadrados, posiblemente las mayores instalaciones de almacenamiento en el Imperio Inca y en la América precolombina. Ilustrando la cantidad de objetos almacenados, estos colcas suministraron y equiparon un ejército de 35 000 soldados durante la conquista española de la década de 1530.
Los colcas de Cotapachi, en la actual Bolivia, a una elevación relativamente baja de 2500 metros (8200 pies), fueron desarrollados como granjas estatales por los incas para la producción de maíz. En las colinas al sur de la zona de cultivo sobre el lago Cotapachi había 2400 colcas, cada uno con forma de cona, de unos 3 metros (9.8 pies) de altura y agrupados en líneas paralelas en un área de 61 hectáreas (150 acres). Parte del maíz producido en Cochabamba fue transportado por la caravana en llama al centro regional de Paria, a 100 kilómetros (62 millas) al oeste de Cochabamba, y por lo tanto a Cuzco. Mil colcas han sido descubiertos en Paria.
El Campo de Pucara en Argentina, a 18 kilómetros (11 millas) al suroeste de la ciudad de Salta, tenía 1717 colcas del mismo tamaño y aparentemente con la misma función que los colcas en Cochabamba. Todos los demás centros provinciales del Imperio tenían un gran número de colcas construidos fila tras fila en las colinas cercanas.

## Otros usos
Colca es también el nombre de la lengua quechua para la constelación Pléyades. La deidad inca Qullqa, personificada en las Pléyes, fue la patrona del almacenamiento y la preservación de semillas para la próxima temporada. De todo el panteón estelar adorado por los incas, Qullqa era la "madre", la mayor sobre todos los clientes celestiales de las cosas terrenales.